# Émile Jamais

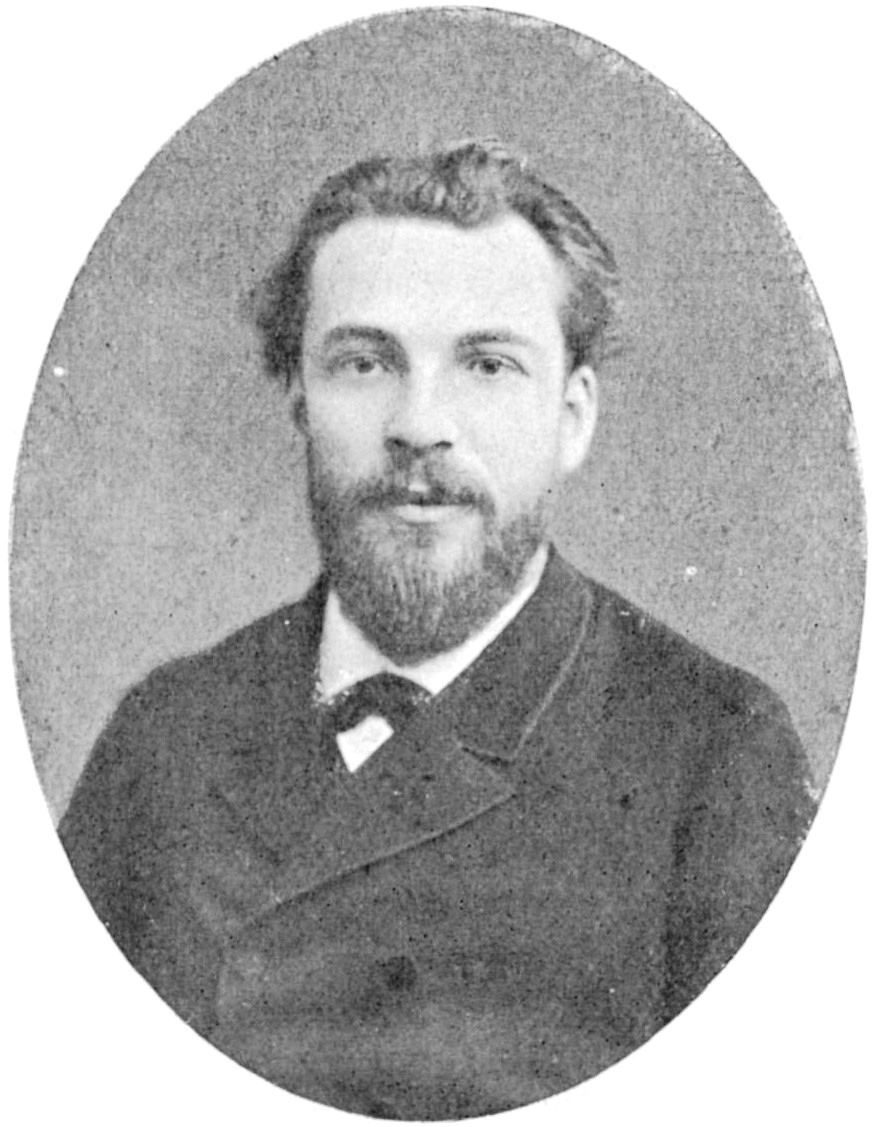
Émile Jamais (1902)

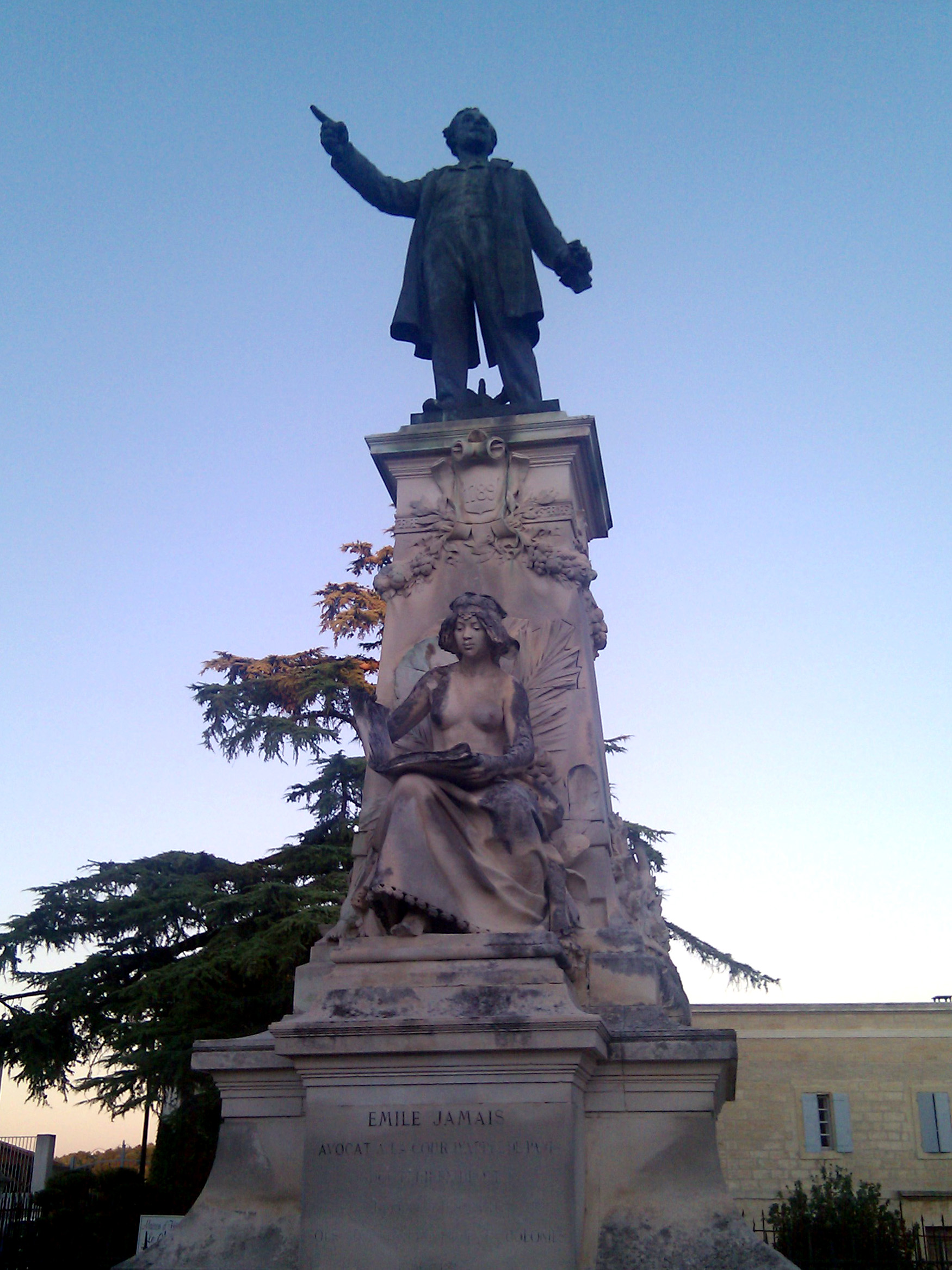
Statue von Jamais in Aigues-Vives

Émile Jamais (* 10. Dezember 1856 in Aigues-Vives; † 10. November 1893 ebenda) war ein französischer Politiker. Von 1885 bis 1893 war er Abgeordneter der Nationalversammlung.

## Leben
Jamais studierte in Paris Jura und promovierte dort 1881. Er arbeitete fortan in der französischen Hauptstadt als Anwalt. Er zeigte politisches Interesse und kandidierte 1885 im Département Gard für die Nationalversammlung. Er errang einen Sitz und schloss sich der radikalen Fraktion an. 1889 trat er zur Wiederwahl an und erreichte diese bereits im ersten Wahlgang. 1892 wurde er zum Unterstaatssekretär ernannt. Bei den Wahlen im August 1893 wurde er in seinem Wahlkreis wiedergewählt, ohne dass ein Gegenkandidat aufgestellt wurde. Er starb wenig später am 10. November 1893 nach kurzer Krankheit.